# Weinberg (Großmühlingen)

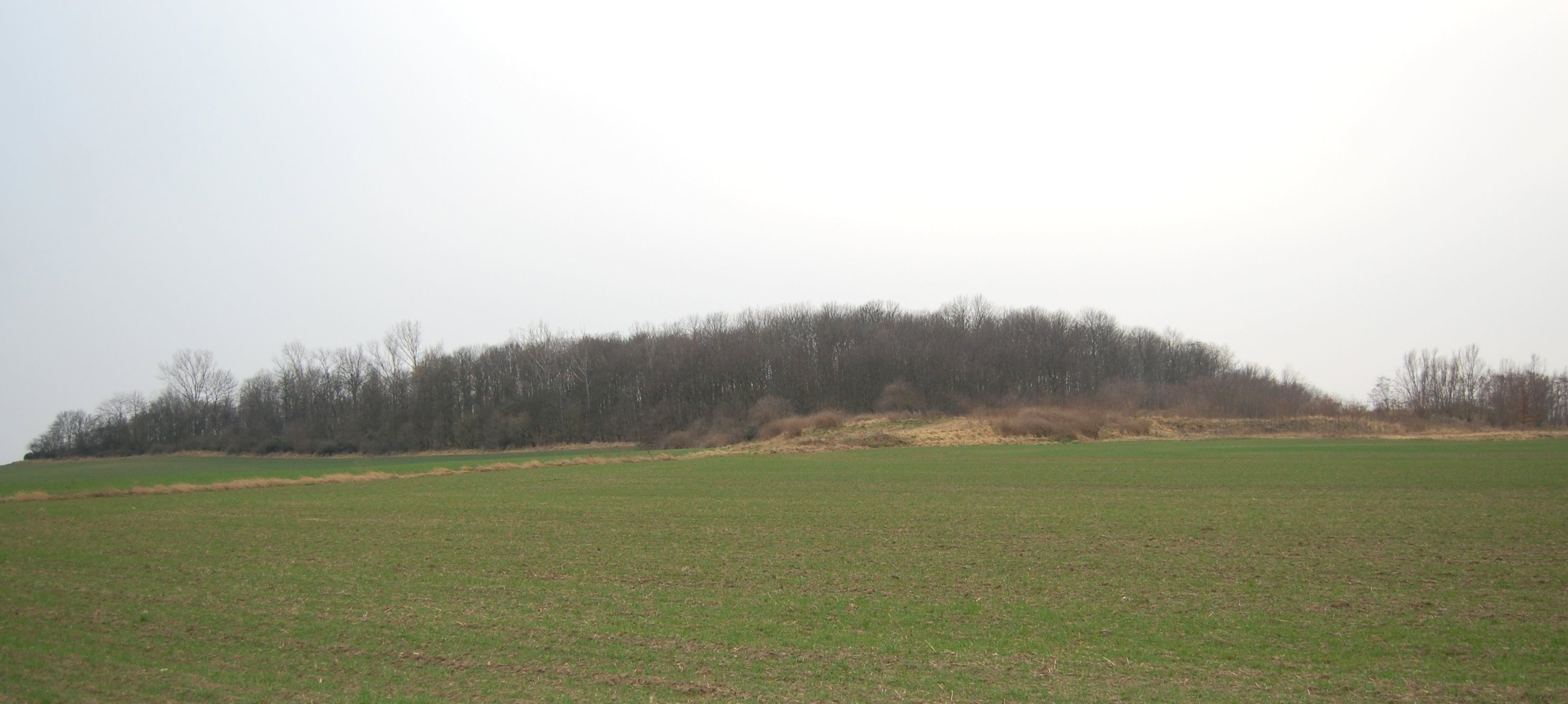
Weinberg bei Großmühlingen

Der Weinberg ist eine Erhebung in der Gemarkung der Ortschaft Großmühlingen in Sachsen-Anhalt.
Der Hügel erhebt sich südöstlich von Großmühlingen bis auf eine Höhe von 111 Meter und somit etwa 30 Meter über das umgebende flachwellige Gelände der Magdeburger Börde. Östlich des bewaldeten Endmoränenzuges liegt Kleinmühlingen, südlich Zens.
Nördlich führt die Straße von Großmühlingen nach Kleinmühlingen (K 1298) vorbei.
Koordinaten: 51° 57′ N, 11° 43′ O